# Stainless Audio Works
Stainless Audio Works is een Nederlands platenlabel, dat techno en minimal techno uitbrengt op vinyl. Het werd in 2006 opgericht door Baxter Priestly en is gevestigd in Rotterdam. Het label wordt gedistribueerd door Triple Vision Record Distribution.